# Šoja
Šoja (znanstveno ime Garrulus glandarius) je ptič iz družine vranov, razširjen po večjem delu Evrazije in v Severni Afriki.

## Opis
V dolžino zraste do 35 cm, prek peruti pa meri 54 do 58 cm. Operjenost je vpadljiva, po večini telesa je sivo-rjave barve s pridihom rožnate, z belo po grlu in okrog zadnjice. Ob kljunu, ki je temen in močan, je par močnih črnih lis, ki zgledata kot brki. Evropske šoje imajo na vrh glave nekoliko svetlejši in s temnimi progami. Peruti so črno-bele, le na pregibu so svetlomodre s črnimi progami. V letu je opazna tudi bela trtica na bazi sicer črnega repa.
Šoja je plašna ptica, zato je bolj kot po izgledu prepoznavna po oglašanju, glasnih in raskavih krikih, ki jih oddaja kot svarilo kadar opazi nevarnost. Pogosto tudi posnema oglašanje plenilcev, od mijavkanju podobnega klica kanje do kraguljevega »kja-kja-kja«, ki pa ga je največkrat preprosto ločiti od klica ujede že po tem, da prihaja iz gozda namesto z višine.

## Življenjske navade
Je vsejed ptič, ki se prehranjuje pretežno z želodom, oreški, semeni in žuželkami, občasno pa pleni tudi mladiče drugih ptic v gnezdih in male sesalce. Jeseni vztrajno nabira želod in ga zakopava v skrivališča v tleh daleč naokrog, s čimer ima pomembno vlogo pri širjenju in vzdrževanju hrastovih gozdov.
Gnezdi pozno spomladi v gostem rastju, gnezdo zgradita oba partnerja. Samica v celoti prevzame valjenje, samec pa ji v tem času prinaša hrano v golši. Mladiči se izvalijo po 16 do 18 dneh in zapustijo gnezdo po nadaljnjih treh tednih. Hranita jih oba starša.

## Habitat in razširjenost
Gnezdi v različnih tipih gozdov in večjih zaraslih parkih. Razširjena je po vsej Evropi razen skrajnega severa, v severozahodni Afriki in v pasu prek Srednje Azije do skrajnega vzhoda ter na jugovzhodu. Po navadi se šoje na istem mestu zadržujejo vse leto, le s skrajnega severa se včasih pozimi umaknejo južneje. Zaradi ogromnega območja razširjenosti in populacije, ki po oceni šteje 6 do 13 milijonov parov, ne velja za ogroženo. Tudi v Sloveniji gnezdi več deset tisoč parov.

## Taksonomija
V rodu Garrulus sta poleg šoje še dve vrsti, ki imata bistveno manjše območje razširjenosti, skupen pa jim je črno-moder progast vzorec na pregibu peruti. Šoja je t. i. politipska vrsta, z množico geografsko omejenih »ras«, ki se nekoliko razlikujejo po vzorcih obarvanosti perja, vendar je tudi znotraj ras variabilnost precejšnja in pri križanju nastanejo vmesni vzorci, zato jih ne obravnavamo kot ločene vrste.